# カーリー (小説)
『カーリー』は、高殿円による日本のライトノベル。ファミ通文庫（エンターブレイン）より2006年3月から2006年9月まで刊行された（イラストは椋本夏夜）後、講談社文庫（講談社）より2012年10月から2014年10月まで刊行された他、書き下ろしの商業誌未収録短編集がオリジナル同人誌の電子書籍として2024年3月より頒布し、後日、紙媒体でも頒布された。

## ストーリー
舞台は20世紀前半のイギリス領インド。
イギリス本国を離れ、インド洋に面した小都市・パンダリーコットに移住したシャーロット＝シンクレアと、黒い瞳が印象的な美少女・カーリーの、出会いと友情を描く。

## 登場人物
オルガ女学院
シャーロット＝シンクレア
主人公。14歳(シリーズ開始時)。たんぽぽのようなふわふわの金髪、グリーンティーのような瞳の少女。父のウィリアムはパンダリーコットの大使。
カーリーガード・アリソン
シャーロットより一つ年下。スラリと背が高く、長い黒髪にオニキスのような瞳を持つ神秘的な美少女。
ミチル＝マーマデューク＝モナリ
ほっそりとした体躯にマヌカンのようなショートヘアの東洋人の少女。日本の神戸出身。両親は早くに他界しており、イギリス出身の世界的服飾デザイナークロード＝モナリの養女となった。
ヘンリエッタ＝モーガン
ふわふわとしたスコーンのような笑顔の、丸眼鏡をかけているお下げ髪の少女。科学が大好きで密かにヒルを飼っている。父はカシミールの県判事。
ヴェロニカ・トッド・チェンバース
赤毛の縦ロールにブルーグレーの瞳の少女。オルガ女学院で唯一特別室の使用を許された「女王様」。
ベアトリス＝エコー/サリー＝エコー
双子の姉妹。ヴェロニカの取り巻き。語尾に「ふふん」をつけるのが癖。
ベリンダ＝フランセス＝シュミット＝マノワ
オルガ女学院の最上級生プリーフェクト。才色兼備で非常に厳しい。特に優秀なためハウス長も兼任しており、「ミス・クール」の異名を持つ。パティのファグ・マスター。
クリシュナ・パドマバディ＝ガエグワット
バローダの第一王女。通称パティ。アメリカ好きの父親の元奔放に育ったおてんば。祖父譲りのコンタックスを首からぶら下げている。ベリンダのファグとなる。
MI6
エセルバート＝オーキッド
本名ハロルド・エイドリアン・ラッセル・フィルビー。愛称はキム。表向きはオルガ女学院の隣の洋館に住むオーキッド商会の跡取りだが、その正体はMI6のロビン(諜報員)。釣り工作を専門とし、Jとも呼ばれる。子供の頃、シャーロットの母・ミリセントと一緒に仕事をしていたことがある。３巻冒頭でMI6の対ソ連諜報課長に就任するが、真の正体はソ連の二重スパイ。
ミモザ
本名ミッチェル＝クロウ。階級は少佐。肉厚な唇が特徴の妖艶な女性。表向きはオーキッド商会の洋館に勤めるメイドだが、その正体はMI6の暗殺班に所属するロビン。
エドワード＝ソーントン
本名デイビッド＝スタンレー。階級は中尉。癖のある黒髪、彫りの深い顔立ちに高い鷲鼻が特徴。Tと呼ばれる、色事を仕掛けるのを仕事とするMI6所属のロビン。新聞記者のエドワードとしてパティに近づき、偽の恋を仕掛けた。
ミリセント＝シンクレア
通称スカーレット＝ミリ。シャーロットの母親。ブロンドの美女で、マタハリの再来と呼ばれた屈指のロビン。表向きはシャーロットが小さい頃に亡くなっていたとされていたが、本当は存命だった。

## 既刊一覧

### ファミ通文庫版
- 高殿円（著）・椋本夏夜（イラスト）、エンターブレイン〈ファミ通文庫〉、全2巻
  - 『カーリー 〜黄金の尖塔の国とあひると小公女〜』、2006年3月30日発売[1]、ISBN 978-4757726611
  - 『カーリー 〜二十一発の祝砲とプリンセスの休日〜』、2006年9月30日発売[2]、ISBN 978-4757729117

### 講談社文庫版
- 高殿円（著）、講談社〈講談社文庫〉、全3巻
  - 『カーリー I. 黄金の尖塔の国とあひると小公女』、2012年10月16日発売[3]、ISBN 978-4-06-277297-6
  - 『カーリー II. 二十一発の祝砲とプリンセスの休日』、2013年3月15日発売[4]、ISBN 978-4-06-277493-2
  - 『カーリー III. 孵化する恋と帝国の終焉』、2014年10月15日発売[5]、ISBN 978-4-06-277493-2

### 同人誌版
- 高殿円（著）・椋本夏夜（装画・漫画）、同人誌、全1巻
  - 『カーリー 商業誌未収録短編集』、電子書籍：2024年3月8日発売[6] / 紙書籍：同年12月18日発売[7]